# Ancylorhynchus nomadus
Ancylorhynchus nomadus är en tvåvingeart som först beskrevs av Christian Rudolph Wilhelm Wiedemann 1828.  Ancylorhynchus nomadus ingår i släktet Ancylorhynchus och familjen rovflugor.
Artens utbredningsområde är Nigeria. Inga underarter finns listade i Catalogue of Life.